# Eukaliptusz
Az eukaliptusz (Eucalyptus) a mirtuszfélék (Myrtaceae) családjának legkiterjedtebb nemzetsége. Több mint hétszáz fajt számlál; ezek többségét Ausztráliából és Tasmaniából írták le. Túlnyomó többségük örökzöld, de vannak lombhullató fajok is.

## Elnevezése
Tudományos nevét Linné a görög ευ, „jól”, és καλυπτος, „elrejtve” szavakból származtatta arra utalva, hogy bimbóit rügysapka (operculum) borítja — ez eleinte elrejti a virág részeit.

## Származása, elterjedése
Az ausztrál flórabirodalomban (Australis) endemikus. A Wallace-vonaltól nyugatra csak a termesztett fajok telepített erdői nőnek.

## Megjelenése, felépítése
Hamvaskék vagy hamvaszöld levelei a fiatal hajtásokon levélnyél nélküliek, szárölelők. Az idősebb levelek lándzsásak, illetve sarlósan keskenyek, hosszuk akár a 35–40 cm-t is elérheti. Megdörzsölve vagy szétmorzsolva jellegzetes illatot árasztanak.
Bimbóit csésze és párta helyett rügysapka  borítja. Amikor eljön a virágnyílás ideje, a fedőlap lehullik, és dús nyalábban előbukkan a porzók színpompás tömege. Erre azért van szüksége, mert a legtöbb fajt madarak porozzák be, márpedig a madarak szaglása gyönge. Épp ezért az eukaliptusz virágainak szinte alig van szaga – a madarakat a látvány vonzza. Egyes fajait más állatok porozzák be – mint például az oposszumok vagy a repülő róka. A magányosan álló virágok korong alakúak; a legtöbb fajé fehér vagy sárga, de némely fajé (például Eucalyptus caesia) vörös. Az apró magokat a fordított harang alakú, 2–3 cm-es toktermések kiszáradása után a szél szórja szét.

## Életmódja, termőhelye
Hosszú, keskeny levelei függőlegesen csüngenek a hajtásokról úgy, hogy élükkel forduljanak a Nap felé, ezért erdei jóformán árnyéktalanok, burjánzik bennük az aljnövényzet. Párologtatását a levelek állásával szabályozhatja, és ez főleg a száraz, forró időszakokban válik előnyére.
A golyós eukaliptusz (lázfa, Eucalyptus globulus) egyéves korában már három méteres, ötévesen 10–15 méter magas, átmérője pedig eléri a 20 cm-t. A harmincéves eukaliptusz akkora, mint a kétszáz éves tölgy. Egy hektár eukaliptusz erdő húsz év alatt 800 köbméter faanyagot is adhat – más fák ezt a mennyiséget 100–120 esztendő alatt állítják elő.
Túlnyomó többségük örökzöld, de tíz, Ausztrália északi részén élő faj a nyári forróságban elhullatja lombját.
A hírhedt ausztrál bozót- és erdőtüzek azért terjednek olyan gyorsan, mert az eukaliptuszolajat tartalmazó hajtások, levek és a lehulló száraz kéregdarabok is könnyen lángra lobbannak. Nagy szárazságok idején különösen könnyen gyúlnak meg a finom, vattaszerű pihék, és a tüzes foszlányokat a szél messze fújhatja. Az 1939-es nagy canberrai tűzvész is úgy keletkezett, hogy a szél izzó kéregfoszlányokat vitt a városba – húsz kilométerről! A tűz ellen a növény tökéletesen védekezik: a megperzselt fák gyakran újra rügyeznek, a hamu alatt maradt magokból pedig kihajt az újulat.
A fagyokat legtöbbjük rosszul viseli, de vannak hidegtűrő fajaik is:
- tasmániai havasi eukaliptusz (Eucalyptus gunnii),
- ausztrál havasi eukaliptusz (Eucalyptus niphophila),
- cserjés eukaliptusz (Eucalyptus coccifera) – megközelítőleg ‒15 °C-ig. Ezt a képességüket jelentősen befolyásolja a mikroklíma, a talaj nedvességtartalma és a növény egészségi állapota.

Levele a közkedvelt koalák egyetlen tápláléka. A koala (a bennszülöttek nyelvén: „vizet nem ivó”) nemcsak éhségét, de szomját is ezzel csillapítja. Sosem iszik: elég neki a levelekben talált nedvesség.

## Felhasználása
A több mint félezer faj többsége fontos haszonfa. Egyesek fája tömör, súlyos keményfa, még a tölgyénél és a dióénál is keményebb. Az ilyent a farontó bogarak nem károsítják és alig korhad, ezért előszeretettel használják cölöpnek, telefon- és villanypóznának, építenek belőle hajókat. A legértékesebb fajták fáját ausztráliai mahagóni néven forgalmazzák.
Más, gyorsan növő fajokból papírt gyártanak. A gyors növekedéshez rengeteg vizet párologtat, ezért kimondottan a mocsarak kiszárítására is ültetik – ezt a tulajdonságát (amit az erdők árnyéktalansága is segít) a malária elleni küzdelemben is felhasználják. Hatalmas gyökérrendszerével egy hektárnyi eukaliptusz erdő 12 ezer tonna vizet is fölvesz a talajból egy év alatt.
Az Eucalyptus globulus azért kapta a „lázfa” nevet, mert meghűlésekre használatos illóolajat termel. Más fajok illóolaja riasztja a maláriaszúnyogokat (Anopheles).
A malletfa (Eucalyptus occidentalis) kérgéből festéket nyernek ki, a vörös eukaliptusz (ausztráliai kinó, Eucalyptus rostrata) kérgéből pedig festéket és cserzőanyagot.
Az eukaliptusz textilipari felhasználásra alkalmas rostokat nem tartalmaz ugyan, de a belőlük kivont cellulózból viszkóz- vagy lyocell-eljárással mesterséges szálasanyagot gyártanak.

## Illóolajának gyógyhatása
Az illóolajok kivonásához vízgőzzel desztillálják a fiatal ágakat és leveleket. Olaja a cineolnak köszönhetően antiszeptikus, nyákoldó és hűsítő hatású, kiváló köptető, görcsoldó. Légúti megbetegedések kezelésében inhalálásra, a fogászatban szájöblítésre használják. Ezzel készül a torokfájásra használatos eukaliptuszcukorka A cineolnak köszönhetően az eukaliptuszolaj baktériumölő hatása vetekszik a karbolsavéval.
Az eukaliptusz illóolaja azon kevés illóolajok közé tartozik, amelyek a vírusokat is ölik (ilyen még a teafa illóolaja is).[forrás?]
A levelek kivonatával sebeket, keléseket kezelnek, emellett közismert fájdalomcsillapító és gyulladáscsökkentő. A brazíliai népi orvoslásban több eukaliptusz fajt meghűlés, nátha és egyéb, lázzal járó légúti fertőzések kezelésére használnak.
Az eukaliptuszligetek illatos levegője aromaterápiára még a fenyvesekénél is egészségesebb. Meleg, verőfényes napokon a levegő egy köbméterében akár 2,5 mg illóolaj is lehet.
Kivonatával az édesiparban cukorkákat ízesítenek.
Az eukaliptusz illóolajában kuminaldehid található.
Bebizonyosodott, hogy a kuminaldehid, kis molekulaként, gátolja az alfa-szinuklein csomósodását, amely olyan súlyos neurodegeneratív betegségekben játszik szerepet, mint a Lewy-testek által okozott elmebaj, Parkinson-kór, és multiszisztémás atrófia.

### Hatóanyagai
A közismert eukaliptuszolaj a levél szövetében lévő kis hólyagokban gyűlik össze, és mennyisége elérheti a levél össztömegének 5%-át. Emellett triterpéneket, floroglucin származékokat, cserzőanyagokat tartalmaz: a golyós eukaliptusz (Eucalyptus globulus) és az Eucalyptus astrigens lehámló kérgének csersavtartalma eléri a 7%-ot – és egy hektárról nemritkán 120 tonna kéreg is összegyűjthető.
Az illóolaj összetétele és aromája fajonként más és más. Így például a citromillatú eukaliptusz (Eucalyptus citriodosa) illóolajának több mint a fele citronellol, és illatát ez a kifejezetten citromszagú anyag határozza meg. A golyós, a hamvas és a vesszős eukaliptusz illóolajának 80%-a (1,8-cineol), más néven eukaliptol. Ez a legismertebb, enyhén kámforos szagú, hűsítő, kesernyés ízű, fertőtlenítő és konzerváló hatású eukaliptuszolaj.
Természetes rovarriasztó készítmények egyik összetevője.

## Termesztése
Az európaiak 16. századtól telepítették a Földközi-tenger partvidékén – eleinte csak dísznövényként, majd mind inkább ipari célokra. Manapság különösen sok van Spanyolországban, Brazíliában, Indonéziában, és számos ipari ültetvényen nő Afrikában is. Az Atlanti-óceán szigetein (Madeira stb.) gyakorlatilag felhagytak termesztésével; az egykori ültetvények elvadultak.
A legtöbb faj nem igényel előkezelést, de az alábbi (főleg hidegtűrő) fajokat:
- E. coccifera,
- hegyi gumifa (E. dalrympleana),
- E. elata,
- E. glaucescens,
- hegyi szürke gumifa (E. goniocalyx),
- E. niphophila,
- E. perriniana,
- E. regnans,
- E. stellulata

célszerű 4–6 hetes hidegkezelés (hűtőszekrényben) után vetni. Csíráztató közegnek jó a homok (önmagában vagy kertészeti perlittel 1:3 arányban keverve). Elsődleges szempont a jó vízáteresztő képesség, de ügyelni kell arra is, hogy maradjon nedves, mert a csírázó magok elpusztulhatnak, ha teljesen kiszáradnak. A csírázás ideje rendesen 2-3 hét.
A 4–5 cm-es magoncokat egyesével ültessük külön cserepekbe, laza szerkezetű, homokos talajba. Tartsuk a földjüket nedvesen!
Tavasszal a gyümölcsfákhoz hasonló módon próbálhatjuk őket kiültetni. A nagyon kötött talajok szerkezetét legalább az ültetőgödörben javítsuk, hogy a gyökerek a kezdeti időszakban zavartalanul fejlődhessenek.
Az első télen lehetőleg takarjuk a növényeket. Ha megfelelően gondoskodunk róluk, kellemes eukaliptusz illat lengi be kertünket.
Eukaliptuszt a lakásban is tarthatunk: ott nem nő faóriássá, de a legyeket és a szúnyogokat elkergeti.